# Bitola
Bitola (macedón nyelven: Битола) Észak-Macedónia második legnagyobb városa, az azonos nevű község székhelye. A harmadik legnagyobb népességű község Kumanovo után. Bitola az Oszmán Birodalom idején Manastır néven volt ismert.

## Kultúra
1979 óta itt tartják a Manaki Brothers Film Festival (Manaki Testvérek Filmfesztivál) rendezvényét, ami az operatőrök nemzetközi filmfesztiválja.

## Népesség
Bitola Észak-Macedónia második legnépesebb városa. 2002-ben 74 550 lakosa volt, melyből 66 038 macedón (88,58%), 2577 cigány, 2360 albán, 1562 török, 997 vlah, 499 szerb, 20 bosnyák és 497 egyéb.
2002-ben Bitola községnek 95 385 lakosa volt, melyből 84 616 macedón (88,7%), 4164 albán, 2613 cigány, 1610 török, 1270 vlah, 541 szerb, 21 bosnyák és 550 egyéb.

## A községhez tartozó települések

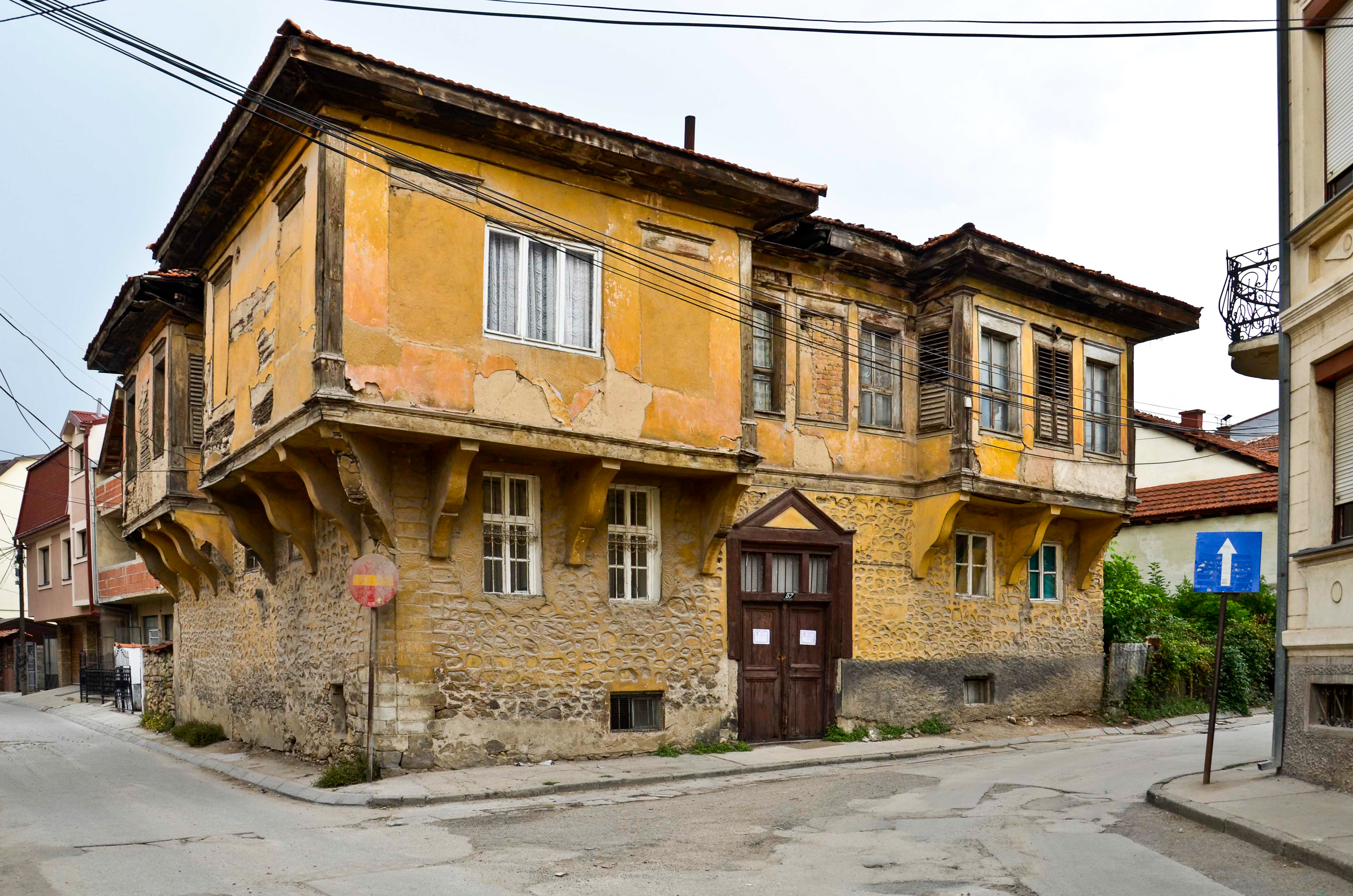
Egy érdekes ház

- Baresani
- Bisztrica (Macedónia)
- Bratin Dol
- Brusznik (Macedónia)
- Bukovo (Bitola)
- Capari
- Crnobuki
- Crnovec
- Dihovo
- Dolenci (Bitola)
- Dolno Egri
- Dolno Orizari (Bitola)
- Dragarino
- Dragozsani
- Dragos (Bitola)
- Drevenik
- Gabalavci
- Gopes
- Gorno Egri
- Gorno Orizari (Bitola)
- Graesnica
- Gyavato
- Kazsani
- Kanino
- Karamani
- Kisava
- Kravari (Bitola)
- Krklino
- Kremenica (Bitola)
- Krsztoar
- Kukurecsani
- Lavci (Bitola)
- Lazsec
- Lera
- Liszolaj
- Logovardi
- Lopatica (Bitola)
- Magarevo
- Maloviste
- Metimir
- Medzsitlija
- Nizsepole
- Novo Zmirnovo
- Oblakovo
- Oleveni
- Opticsari
- Orehovo
- Osztrec
- Poesevo
- Porodin (Bitola)
- Ramna (Bitola)
- Rastani (Bitola)
- Rotino
- Szviniste
- Szekirani
- Sznegovo
- Szredno Egri
- Szrpci
- Sztaro Zmirnovo
- Sztrezsevo
- Trn (Bitola)
- Trnovo (Bitola)
- Velusina
- Zsabeni
- Zlokutyani